# Grawitacja (singel)
Grawitacja (styl. GRAWITACJA) – utwór polskiej raperki bambi, który został wydany, wraz z albumem „in real life”, 16 listopada 2023.
25 września 2024 nagranie otrzymało w Polsce status platynowej płyty. Utwór odsłuchany został ponad 13 milionów razy w serwisie Spotify (2024).

## Nagrywanie
Utwór został wyprodukowany przez Charlie Moncler'a. Za mix/mastering utworu odpowiada francis. Tekst do utworu został napisany przez bambi.

## Twórcy
Opracowanie na podstawie materiałów źródłowych.
- bambi – wokal, tekst
- Charlie Moncler – produkcja, kompozycja
- francis – mix, mastering

## Certyfikaty i sprzedaż
| Kraj          | Certyfikat      | Sprzedaż | Data przyznania  |
| ------------- | --------------- | -------- | ---------------- |
| Polska (ZPAV) | platynowa płyta | 50 000+  | 25 września 2024 |